# Deduktionsspiel
Als Deduktionsspiel (von lateinisch deducere ‚herabführen‘) wird allgemein ein Gesellschaftsspiel bezeichnet, in dessen Verlauf die Spieler mittels logischer Schlussfolgerungen einen anfangs unbekannten Sachverhalt aufdecken müssen. Zu dieser Art Spiele zählen unter anderem Schiffe versenken, Mastermind und viele Kriminal-Brettspiele wie Cluedo und Scotland Yard. 

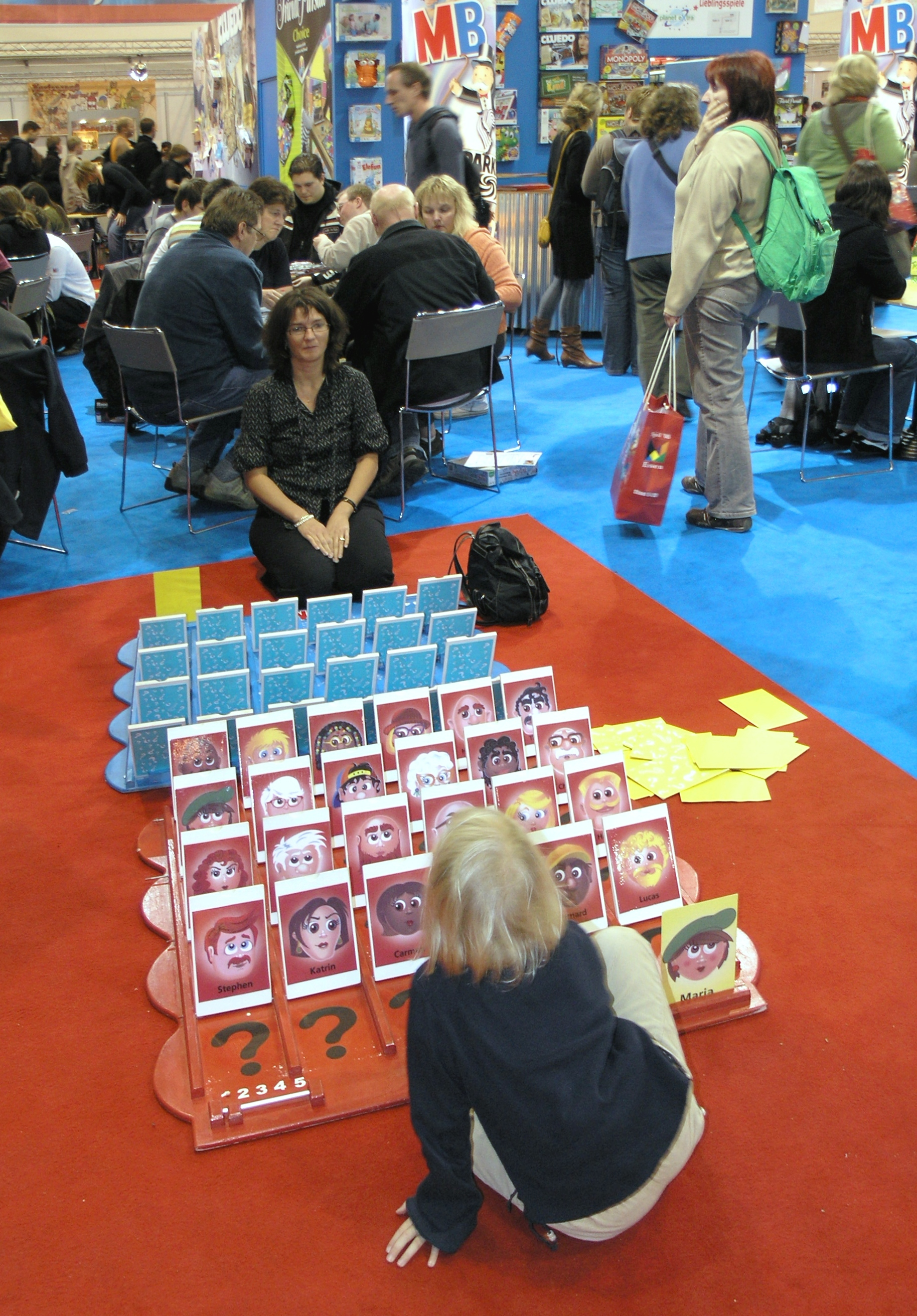
Übergroße Ausgabe von Wer ist es? (Essen 2008)

## Merkmale
Charakteristisch für Deduktionsspiele ist das Vorhandensein eines bestimmten, für die Spieler unbekannten Sachverhalts, der im Laufe des Spiels anhand von logischen Schlussfolgerungen aufgedeckt werden muss. Dabei kann es sich beispielsweise um die Spielaufstellung des Gegenspielers (z. B. Schiffe versenken), eine bestimmte Kombination (Mastermind) oder die Identität der gesuchten Person (z. B. Cluedo, Wer bin ich?) handeln. 
In Deduktionsspielen wird die Vorgehensweise des deduktiven Schlusses eingesetzt. Das bedeutet, die Spieler müssen eine zu Beginn bestehende allgemeine Annahme („jeder ist verdächtig“) anhand logischer Schlussfolgerungen so eingrenzen und letztendlich auf eine konkrete Annahme („eine bestimmte Person ist verdächtig“) reduzieren, dass sich eine Lösung für die Frage nach dem unbekannten Sachverhalt ergibt.
Das Aufdecken des Sachverhalts erfolgt sukzessive, indem die Spieler nach und nach Informationen sammeln und daraus logische Rückschlüsse ziehen. So lassen sich mit der Zeit beispielsweise Zusammenhänge herstellen oder bestimmte Sachverhalte (Spielaufstellungen, Farben, Kombinationen) gänzlich ausschließen. Das Sammeln von Informationen geschieht in der Regel dadurch, dass ein Spieler gezielt Fragen stellt oder Annahmen bzw. Vermutungen äußert, auf die ein anderer Spieler in einer bestimmten Weise antwortet, seltener auch durch das Ausführen bestimmter Aktionen. Die Menge an gesammelten Informationen steigt im Verlauf des Spiels an, sodass die anfänglich unbekannten Elemente immer weiter eingegrenzt und zum Schluss eindeutig benannt werden können.
Oft, nicht aber notwendigerweise ist das Aufdecken des unbekannten Sachverhalts auch gleichzeitig das Ziel eines Deduktionsspiels (beispielsweise die Nennung des korrekten Tathergangs in Cluedo). In manchen Spielen stellt das deduktive Vorgehen jedoch lediglich ein notwendiges oder wichtiges Mittel dar, um das eigentliche Ziel zu erreichen. Manche Spiele gestatten den Spielern zudem nur eine begrenzte Zahl an Spielzügen oder Lösungsversuchen. Darüber hinaus ist es bei vielen Deduktionsspielen auch möglich, mittels Glück den Sachverhalt sofort oder innerhalb weniger Spielzüge aufzudecken und das Spiel somit ohne den Einsatz von Logik schnell zu einem Ende zu führen.
Eine Auswahl an klassischen Deduktionsspielen und des jeweils unbekannten Sachverhalts, den es durch deduktives Vorgehen herauszufinden gilt:
- Black Box, Position der in der Black Box versteckten Kugeln
- Cluedo, Mörder, Mordwaffe und Zimmer
- Egghead, die Buchstabenkombination an der eigenen Stirn
- Inkognito, Identität der Mitspieler
- Mastermind, Farbkombination
- Schiffe versenken, Positionen der gegnerischen Schiffe
- Scotland Yard, Aufenthaltsort/Bewegung von Mister X
- Stratego, Positionen der gegnerischen Figuren, insbesondere der Flagge
- Wer bin ich?, die prominente Person an der eigenen Stirn
- Wer war’s?, Identität des gesuchten Diebes
- Black Stories
- Codenames und Ableger
- KuZooKa Voraussage der Anzahl von Karten einer bestimmten Farbe im Spiel

## Social Deduction
Vor allem seit Beginn des 21. Jahrhunderts wurden Deduktionsspiele zunehmend mit Rollenspielen kombiniert, bei denen den Mitspielern Rollen zugewiesen werden, die von den anderen Mitspielern erraten werden müssen. Diese Social-Deduction-Spiele sind in der Regel zudem semi-kooperativ, da meistens mehrere Mitspieler in ihren Fraktionen gemeinsam spielen und gegen andere Fraktionen oder Einzelpersonen gewinnen müssen. Bekannte Vertreter dieser Spiele sind etwa:
- Mafia
- Die Werwölfe von Düsterwald und diverse Abkömmlinge
- Secret Hitler
- Two Rooms and a Boom
- Love Letter
- Werwörter
- Human Punishment
- Agent Undercover
- Among Us